# Estadio de Béisbol Monterrey
El Estadio de Béisbol Monterrey, llamado oficialmente Walmart Park por motivos de patrocinio, o simplemente conocido como Estadio Monterrey, es un estadio de béisbol localizado en Monterrey, Nuevo León, México.
Fue construido entre 1987 y 1989. Sus 22,078 asientos lo convierten en el estadio de béisbol de mayor capacidad en México y el cuarto en América Latina (detrás del Estadio Latinoamericano en La Habana, Cuba; el Estadio La Ceiba en Ciudad Guayana, y el Estadio Monumental en Caracas, estos dos últimos en Venezuela).
Actualmente es casa de los Sultanes de Monterrey, campeones en 10 ocasiones de la Liga Mexicana de Béisbol. Ha sido también casa de los ahora desaparecidos, Industriales de Monterrey y sede de diversos encuentros de pretemporada y temporada regular de las Grandes Ligas de Béisbol de Estados Unidos.  
Desde octubre de 2019, también se convirtió en sede de los Sultanes en la Liga Mexicana del Pacífico, donde debutaron con una victoria en el estadio "Farmacias Santa Mónica"  de Mexicali, el día 11 y en casa, el 13,  perdiendo ante los Águilas, ambas pizarras, 4-3.
En ocasiones es utilizado como sede de eventos musicales o religiosos. Algunos conciertos importantes han sido los del grupo mexicano Maná y la cantante texana Selena como parte de los eventos de la Feria de Monterrey. Además de ser sede del primer concierto de la última gira, Fuerza Natural Tour, del cantante argentino Gustavo Cerati